# 29 września
29 września jest 272. (w latach przestępnych 273.) dniem w kalendarzu gregoriańskim. Do końca roku pozostaje 93 dni.

## Święta
- Imieniny obchodzą: Cyriak, Dadzbog, Dadzboga, Dariusz, Franciszek, Fraternus, Gabriel, Gajana, Grimbald, Ludwin, Lutwin, Michalina, Michał, Mikołaj, Rafał, Rypsyma i Teodota.
- Argentyna – Dzień Wynalazcy (rocznica urodzin László Bíró)
- Paragwaj – Rocznica Zwycięstwa Pod Boqueron
- Międzynarodowe
  - Międzynarodowy Dzień Kawy
- Polska:
  - Dzień Kuriera i Przewoźnika (od 2004 roku z inicjatywy firm kurierskich w dniu wspomnienia św. Gabriela – patrona kurierów i przewoźników)[1]
  - Ogólnopolski Dzień Głośnego Czytania (obchodzony od 2001 r. z inicjatywy Polskiej Izby Książki)
- Wspomnienia i święta w Kościele katolickim[2][3] obchodzą:
  - święci Archaniołowie: Gabriel, Michał i Rafał
  - św. Ceodfryd (opat)
  - bł. Ludwik Monza (kapłan)

## Wydarzenia w Polsce
- 1218 – Po wyborze przez kapitułę Iwo Odrowąż został zatwierdzony na urzędzie biskupa krakowskiego przez papieża Honoriusza III.
- 1341 – W Poznaniu odbył się ślub króla Polski Kazimierza III Wielkiego z Adelajdą Heską. Jednocześnie abp Janisław koronował Adelajdę na królową.
- 1400 – Hrubieszów uzyskał prawa miejskie.
- 1454 – Wojna trzynastoletnia: krzyżaccy najemnicy zdobyli po dwudniowym oblężeniu Tczew.
- 1626 – V wojna polsko-szwedzka: początek drugiej fazy bitwy pod Gniewem.
- 1655 – IV wojna polsko-rosyjska: zwycięstwo wojsk rosyjsko-kozackich w bitwie pod Gródkiem Jagiellońskim.
- 1669 – W katedrze na Wawelu odbyła się koronacja Michała Korybuta Wiśniowieckiego na króla Polski i wielkiego księcia litewskiego.
- 1794 – Insurekcja kościuszkowska: zwycięstwo wojsk polskich w bitwie pod Łabiszynem.
- 1852 – Obraz Matki Bożej Licheńskiej został przeniesiony z kapliczki nadrzewnej w Lesie Grąblińskim do kościoła parafialnego w Licheniu Starym.
- 1858 – Poświęcono ewangelicki kościół Zmartwychwstania Pańskiego w Katowicach.
- 1882 – W Krakowie ukazało się pierwsze wydanie dziennika „Nowa Reforma”.
- 1887 – W „Kurierze Codziennym” ukazał się pierwszy odcinek powieści Lalka Bolesława Prusa.
- 1932 – Premiera filmu Głos pustyni w reżyserii Michała Waszyńskiego.
- 1933 – Rozporządzeniem Rady Ministrów powołano do życia Polską Akademię Literatury.
- 1935 – Otwarto stadion Ruchu Chorzów.
- 1937 – Premiera filmu Dybuk w języku jidisz w reżyserii Michała Waszyńskiego.
- 1939 – Kampania wrześniowa:
  - Armia Czerwona zajęła Lesko.
  - Niemcy spalili synagogę w Brodnicy.
  - Skapitulowała twierdza Modlin.
  - Taktyczne zwycięstwo wojsk polskich nad sowieckimi w bitwie pod Szackiem.
- 1940 – Biskup Adolf Bertram poświęcił cmentarz św. Maurycego we Wrocławiu.
- 1942 – Niemcy zlikwidowali getto żydowskie w Zwoleniu.
- 1944 – 60. dzień powstania warszawskiego:
  - Niemiecka dywizja pancerna i dwa pułki zaatakowały Żoliborz.
  - W bitwie pod Jaktorowem Niemcy rozbili główne siły Grupy AK „Kampinos”.
- 1945 – Na stadionie ŁKS-u Łódź rozpoczęły się pierwsze po wojnie Mistrzostwa Polski Seniorów w Lekkoatletyce.
- 1946 – Rozpoczęło działalność Polskie Radio Wrocław.
- 1967 – Premiera filmu Jowita w reżyserii Janusza Morgensterna.
- 1976:
  - Powołano Centrum Badań Kosmicznych PAN.
  - Ukazał się pierwszy numer Komunikatu KOR.
- 1986 – Prof. Uniwersytetu Jagiellońskiego Aleksander Krawczuk został ministrem kultury i sztuki w rządzie Zbigniewa Messnera.
- 1989:
  - Premiera filmu historycznego Jeniec Europy w reżyserii Jerzego Kawalerowicza.
  - W wypadku samochodowym pod Raciborzem zginęli autorzy programu telewizyjnego Sonda Zdzisław Kamiński i Andrzej Kurek oraz kierowca i pilot rajdowy Andrzej Gieysztor.
  - Wyrokiem Sądu Wojewódzkiego w Piotrkowie Trybunalskim zabójca 4 chłopców Mariusz Trynkiewicz został skazany na karę śmierci i pozbawienie praw publicznych na zawsze. W wyniku amnestii z 7 grudnia 1989 roku wyrok został zmieniony na karę 25 lat pozbawienia wolności.
- 1992 – Polska nawiązała stosunki dyplomatyczne z Turkmenistanem.
- 1994 – Sejm RP przyjął ustawę o rachunkowości.
- 1995 – Utworzono Euroregion Bug.
- 2001 – W Warszawie odsłonięto pomnik Juliusza Słowackiego.
- 2008 – Konferencja Episkopatu Polski ustaliła procedurę wobec osób chcących dokonać apostazji.

## Wydarzenia na świecie

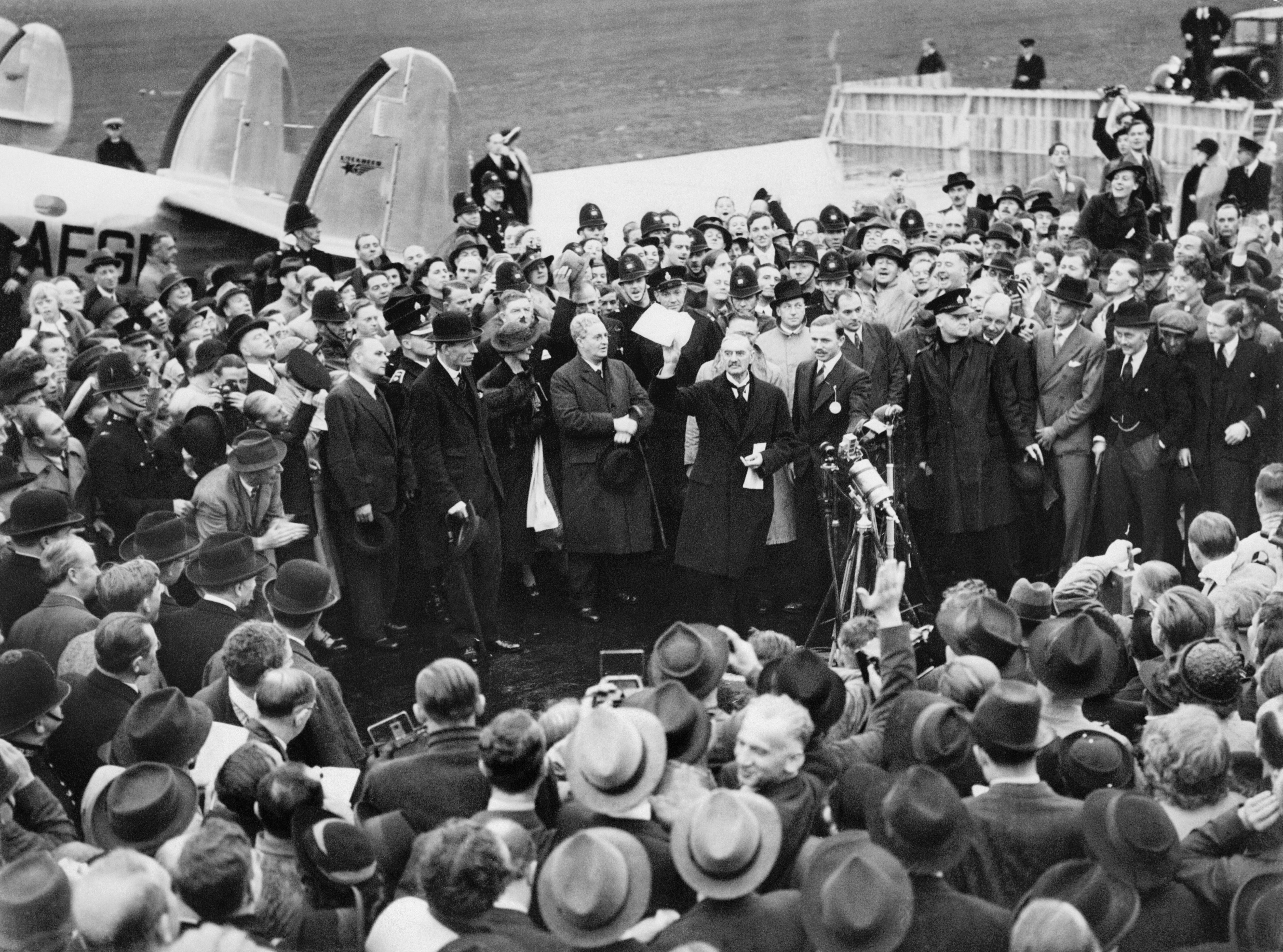
Brytyjski premier Neville Chamberlain prezentuje dokument układu monachijskiego

- 440 – Leon I został wybrany na papieża.
- 855 – Benedykt III został wybrany na papieża.
- 1011 – Wojska duńskie pod wodzą Thorkella Wysokiego zdobyły po oblężeniu Canterbury.
- 1041 – Kapitulacja obrońców Pragi przed wojskami króla niemieckiego Henryka III Salickiego.
- 1096 – I wyprawa ludowa: przybyłe z odsieczą wojska tureckie rozpoczęły oblężenie zamku Kserigordon zajmowanego przez niemieckich krzyżowców, odcinając im jednocześnie dostęp do wody.
- 1222 – Założono Uniwersytet we włoskiej Padwie.
- 1227 – Papież Grzegorz IX ekskomunikował cesarza rzymskiego Fryderyka II Hohenstaufa za zwlekanie przez niego z obiecaną wyprawą na krucjatę.
- 1364 – Wojna stuletnia: zwycięstwo wojsk angielskich nad francuskimi w bitwie o Auray.
- 1370 – Przyszły król Niemiec i Czech Wacław IV Luksemburski ożenił się w Norymberdze z Joanną Bawarską.
- 1399 – Król Anglii Ryszard II został zmuszony do abdykacji.
- 1498 – Fryderyk Wettyn został wybrany w Królewcu na wielkiego mistrza zakonu krzyżackiego.
- 1502 – W katedrze w Székesfehérvár odbyła się koronacja Anny de Foix-Candale, trzeciej żony króla Węgier, Chorwacji i Czech Władysława II Jagiellończyka.
- 1560 – Eryk XIV Waza został królem Szwecji.
- 1568 – Jan III Waza został królem Szwecji.
- 1609 – II wojna polsko-rosyjska: wojska polsko-litewskie rozpoczęły oblężenie Smoleńska.
- 1620 – Założono miasto Acarigua w Wenezueli.
- 1662 – VI wojna wenecko-turecka: zwycięstwo floty weneckiej w bitwie morskiej pod Kos.
- 1702 – Wojna o sukcesję hiszpańską: zakończyło się nieudane angielsko-holenderskie oblężenie Kadyksu.
- 1717 – Trzęsienie ziemi zniszczyło miasto Antigua Guatemala w Gwatemali.
- 1739 – W serbskim Niszu zawarto traktat pokojowy kończący IV wojnę rosyjsko-turecką.
- 1793 – Rewolucja francuska: Konwent Narodowy wydał dekret o cenach maksymalnych.
- 1812 – Inwazja Napoleona na Rosję: nierozstrzygnięta bitwa pod Czirikowem.
- 1815 – Ustanowiono Order Lwa Niderlandzkiego.
- 1820 – Na terenie dzisiejszej Argentyny powstała niepodległa Republika Entre Ríos.
- 1829:
  - W pobliżu meksykańskiego Tampico zatonął amerykański okręt USS „Hornet” wraz z całą załogą.
  - Założono Scotland Yard.
- 1833 – Izabela II została królową Hiszpanii.
- 1848 – Powstanie węgierskie: zwycięstwo powstańców nad wojskami habsburskimi w bitwie pod Pákozd.
- 1850 – Papież Pius IX przywrócił zlikwidowaną w XVI wieku katolicką administrację kościelną w Wielkiej Brytanii.
- 1858 – W Aliwal North podpisano traktat pokojowy kończący I wojnę Burów z Basuto.
- 1859 – Manuel Felipe de Tovar został prezydentem Wenezueli.
- 1862 – Na Węgrzech oddano do użytku linię kolejową Szeged-Békéscsaba.
- 1878 – W Wiedniu otwarto tor wyścigów konnych Trabrennbahn Krieau.
- 1881 – W Tartu po raz pierwszy wywieszono współczesną flagę Estonii.
- 1884 – Austriacki astronom Johann Palisa odkrył planetoidę (243) Ida.
- 1887 – Założono klub piłkarski Hamburger SV.
- 1896 – Uruchomiono komunikację tramwajową we francuskim Fontainebleau.
- 1903 – W Prusach jako pierwszym kraju na świecie wprowadzono obowiązek posiadania prawa jazdy.
- 1907 – Rozpoczęto budowę Katedry Narodowej w Waszyngtonie.
- 1911:
  - Włochy wypowiedziały wojnę Turcji.
  - Została odkryta Kometa Bielawskiego.
- 1912 – Szwed Eric Lemming ustanowił w Sztokholmie pierwszy rekord świata w rzucie oszczepem (62,32 m).
- 1913 – Podpisano turecko-bułgarski traktat pokojowy po zakończeniu II wojny bałkańskiej.
- 1914 – I wojna światowa: japońska marynarka wojenna rozpoczęła operację mającą na celu zajęcie wysp Mikronezji, wchodzących w skład niemieckiej Nowej Gwinei.
- 1915 – W wyniku uderzenia huraganu w amerykański stan Luizjana zginęło 279 osób.
- 1916 – I wojna światowa: rozpoczęła się rumuńska ofensywa pod Flămândą przeciwko połączonym wojskom bułgarsko-niemieckim.
- 1918:
  - I wojna światowa: Bułgaria zawarła rozejm z państwami sprzymierzonymi.
  - Takashi Hara został premierem Japonii.
- 1919 – W Szwecji wprowadzono 8-godzinny dzień pracy.
- 1923:
  - W Bułgarii zostało stłumione komunistyczne powstanie wrześniowe.
  - Wielka Brytania oficjalnie rozpoczęła wykonywanie mandatu Ligi Narodów w Palestynie.
- 1932 – Wojna o Chaco: zwycięstwo wojsk paragwajskich nad boliwijskimi w bitwie pod Boquerón.
- 1938:
  - Podpisano układ monachijski zezwalający III Rzeszy na aneksję części Czechosłowacji.
  - W ramach tzw. operacji polskiej na mocy decyzji trójki miejscowego urzędu NKWD rozstrzelano w Żytomierzu w Ukraińskiej SRR 129 Polaków.
- 1940 – W pobliżu miejscowości Brocklesby w Nowej Południowej Walii miał miejsce unikatowy wypadek lotniczy, po którym dwa sczepione ze sobą samoloty zdołały bezpiecznie wylądować.
- 1941:
  - Niemcy rozpoczęli masowe mordy Żydów w Babim Jarze pod Kijowem.
  - W podobozie KL Mauthausen w Gusen rozpoczęła się akcja masowego mordowania więźniów poprzez kąpiele w zimnej wodzie pod wysokim ciśnieniem.
- 1942 – Uruchomiono most powietrzny ALSIB pomiędzy Alaską i Syberią, którym dostarczano ZSRR samoloty do walki z III Rzeszą.
- 1943 – Marszałek Pietro Badoglio podpisał na pokładzie brytyjskiego pancernika HMS „Nelson” u wybrzeży Malty akt bezwarunkowej kapitulacji wojsk włoskich.
- 1944:
  - Front zachodni: zwycięstwem Amerykanów zakończyła się bitwa pancerna pod Arracourt w Lotaryngii (18-29 września).
  - Podczas operacji antypartyzanckiej żołnierze 16. Dywizji Grenadierów Pancernych SS wymordowali setki (szacunki wahają się od 728 do 1830 ofiar) mieszkańców włoskiej miejscowości Marzabotto.
  - Wojska radzieckie wkroczyły do Jugosławii.
- 1945 – Proklamowano Ludową Federacyjną Republikę Jugosławii.
- 1947 – Przed Amerykańskim Trybunałem Wojskowym w Norymberdze rozpoczął się proces 22 dowódców Einsatzgruppen.
- 1949 – Yem Sambaur został po raz drugi premierem Kambodży.
- 1950 – Wojna koreańska: głównodowodzący wojsk ONZ gen. Douglas MacArthur przekazał oficjalnie odbity Seul prezydentowi Korei Południowej Li Syng Manowi.
- 1954 – Powstała Europejska Organizacja Badań Jądrowych (CERN).
- 1955 – W Teatro La Fenice w Wenecji odbyła się prapremiera opery Ognisty anioł Siergieja Prokofjewa.
- 1957 – Doszło do wybuchu w Kombinacie Chemicznym Majak przerabiającym wypalone paliwo jądrowe, co spowodowało skażenie radioaktywne na obszarze 23000 km².
- 1959:
  - Krótko po starcie z Houston w Teksasie rozbił się mający lecieć do Dallas, należący do Braniff International Airways Lockheed L-188 Electra, w wyniku czego zginęły wszystkie 34 osoby na pokładzie.
  - Przyjęto konstytucję Brunei.
- 1960 – 23 osoby zginęły w katastrofie egipskiego samolotu Vickers Viscount u wybrzeży włoskiej wyspy Elba.
- 1962 – Wystrzelono pierwszego kanadyjskiego sztucznego satelitę Alouette 1.
- 1963:
  - Rozpoczęła się druga sesja obrad II soboru watykańskiego.
  - Stylianos Mawromichalis został premierem Grecji.
  - Zainaugurował działalność Uniwersytet Wschodniej Anglii w Norwich.
- 1966 – Odbyła się prezentacja samochodu sportowego Chevrolet Camaro.
- 1969:
  - 12 osób zginęło w trzęsieniu ziemi o magnitudzie 6,3 w miejscowości Tulbagh w Prowincji Przylądkowej Zachodniej (RPA).
  - Na Uniwersytecie Kalifornijskim w Los Angeles zainstalowano pierwsze węzły sieci Advanced Research Projects Agency Network (ARPANET), bezpośredniego przodka dzisiejszego Internetu.
- 1971 – Oman przystąpił do Ligi Państw Arabskich.
- 1972 – Japonia i Chiny wznowiły stosunki dyplomatyczne.
- 1977 – Wystrzelono radziecką stację orbitalną Salut 6.
- 1979:
  - Jan Paweł II jako pierwszy papież przybył z wizytą do Irlandii.
  - Został rozstrzelany obalony w sierpniu dyktator Gwinei Równikowej Francisco Macías Nguema.
- 1983 – W Chicago odbyła się premiera III Symfonii Witolda Lutosławskiego.
- 1985 – Amerykańska stacja ABC wyemitowała premierowy odcinek serialu MacGyver.
- 1988 – Rozpoczęła się misja STS-26 wahadłowca Discovery, pierwsza od czasu katastrofy Challengera w 1986 roku.
- 1990 – Po 83 latach zakończono budowę Katedry Narodowej w Waszyngtonie.
- 1991 – Został obalony prezydent Haiti Jean-Bertrand Aristide.
- 1997 – Ukazał się album Bridges to Babylon grupy The Rolling Stones.
- 1998 – Krótko po starcie z Dżafny na Sri Lance został zestrzelony, prawdopodobnie przez Tamilskich Tygrysów, lecący do Kolombo samolot An-24 linii Lionair, w wyniku czego zginęło 55 osób.
- 2000 – Podczas XXVII Letnich Igrzysk Olimpijskich w Sydney mistrzami olimpijskimi zostali: Kamila Skolimowska w rzucie młotem i Robert Korzeniowski w chodzie na 50 km.
- 2003 – Deszcz meteorytów spadł na prowincję Orisa w Indiach raniąc ponad 20 osób.
- 2004:
  - Odbył się pierwszy lot prywatnego amerykańskiego statku kosmicznego SpaceShipOne.
  - Planetoida (4179) Toutatis minęła Ziemię w odległości 1,5 mln km.
- 2006 – W dżungli amazońskiej rozbił się brazylijski samolot pasażerski Boeing 737-800, w wyniku czego zginęły wszystkie 154 osoby na pokładzie.
- 2007:
  - 12 zagranicznych turystów zostało rannych w zamachu bombowym w stolicy Malediwów Male.
  - 12 żołnierzy sił pokojowych Unii Afrykańskiej zginęło w ataku grupy zbrojnej na obóz Haskanita w Darfurze.
- 2008:
  - 7 osób zginęło, a około 35 zostało rannych w wyniku wybuchu samochodu-pułapki przy autobusie przewożącym żołnierzy w mieście Trypolis w Libanie.
  - Egipskie siły bezpieczeństwa odbiły 11 europejskich turystów i 8 towarzyszących im Egipcjan uprowadzonych 10 dni wcześniej na południowym zachodzie kraju.
- 2009:
  - 30 afgańskich cywilów zginęło, a 39 zostało rannych po najechaniu autobusu na przydrożną minę w prowincji Kandahar.
  - Polski kandydat Włodzimierz Cimoszewicz przegrał rywalizację o stanowisko sekretarza generalnego Rady Europy z Norwegiem Thorbjørnem Jaglandem.
  - Tsunami powstałe po trzęsieniu ziemi na Samoa zabiło blisko 190 osób, a kilkaset zraniło.
- 2011 – Wystrzelono chiński moduł orbitalny Tiangong 1.
- 2012 – Wojna domowa w Somalii: zwycięstwo sprzymierzonych sił somalijskich i kenijskich (w ramach operacji pokojowej Unii Afrykańskiej) nad rebeliantami islamskimi w bitwie o Kismaju.
- 2013:
  - 31 osób zginęło, a 70 zostało rannych w wyniku wybuchu samochodu-pułapki przed posterunkiem policji w pakistańskim Peszawarze.
  - 42 osoby zginęły, a 18 zostało rannych w ataku uzbrojonych bojowników Boko Haram na akademik w nigeryjskim mieście Gujba.
  - W Austrii odbyły się wybory parlamentarne.
- 2014:
  - Abdullah Abdullah został premierem Afganistanu.
  - Kenijczyk Dennis Kimetto ustanowił w Berlinie rekord świata w biegu maratońskim (2:02:57).
- 2015 – Odbyła się prezentacja osobowego samochodu elektrycznego Tesla Model X.
- 2016 – Emmanuel Issoze-Ngondet został premierem Gabonu.
- 2021 – Polska skialpinistka Anna Tybor jako pierwsza kobieta zdobyła ośmiotysięcznik Manaslu w Himalajach bez użycia butli tlenowej i następnie zjechała ze szczytu na nartach.

## Urodzili się
- 106 p.n.e. – Gnejusz Pompejusz, rzymski wódz, polityk (zm. 48 p.n.e.)
- 1227 – Gertruda z Altenbergu, niemiecka norbertanka, błogosławiona (zm. 1297)
- 1240 – Małgorzata Plantagenet, królowa Szkocji (zm. 1275)
- 1276 – Krzysztof II, król Danii (zm. 1332)
- 1373 – Małgorzata Luksemburska, królewna czeska, burgrabina norymberska (zm. 1410)
- 1402 – Ferdynand z Portugalii, książę portugalski, mistrz zakonu Avis, błogosławiony (zm. 1443)
- 1511 – Miguel Servet, hiszpański teolog, astronom, prawnik, lekarz (zm. 1553)
- 1518 – Jacopo Tintoretto, włoski malarz (zm. 1594)
- 1547 – Miguel de Cervantes, hiszpański pisarz (zm. 1616)
- 1548 – Wilhelm V Pobożny, książę Bawarii (zm. 1626)
- 1550 – Joachim Fryderyk, książę brzeski (zm. 1602)
- 1571 – Caravaggio, włoski malarz (zm. 1610)
- 1591 – Michał de Sanctis, hiszpański zakonnik, święty (zm. 1625)
- 1618 – (data chrztu) Michiel Sweerts, flamandzki malarz (zm. 1664)
- 1627 – Jan Vilém Libštejnský, austriacki duchowny, prymas Czech (zm. 1668)
- 1631 – Johann Heinrich Roos, niemiecki malarz, grafik (zm. 1685)
- 1639 – William Russell, angielski arystokrata, polityk (zm. 1683)
- 1640 – Antoine Coysevox, francuski rzeźbiarz (zm. 1720)
- 1655 – Ferdinand Franz von Auersperg, książę ziębicki (zm. 1706)
- 1660 – Jerzy IV Wilhelm, książę legnicko-brzeski (zm. 1675)
- 1665 – Heinrich von Wilczek, austriacki dyplomata (zm. 1739)
- 1678 – Adrien Maurice de Noailles, francuski arystokrata, dowódca wojskowy, marszałek Francji, polityk (zm. 1766)
- 1710 – Pompiliusz Maria Pirrotti, włoski pijar (zm. 1766)
- 1718 – Nikita Panin, rosyjski hrabia, polityk, wicekanclerz Rosji (zm. 1783)
- 1725:
  - Robert Clive, brytyjski generał, gubernator Bengalu (zm. 1774)
  - Michał Mateusz Kosmowski, polski duchowny katolicki, biskup pomocniczy gnieźnieński (zm. 1804)
- 1732 – Johann Ehrenreich von Fichtel, austriacki prawnik, geolog, mineralog (zm. 1795)
- 1737 – Dun Mikiel Xerri, maltański duchowny katolicki, patriota (zm. 1799)
- 1747:
  - Joseph Friedrich August Darbes, niemiecki malarz (zm. 1810)
  - Józef Wybicki, polski pisarz, polityk Księstwa Warszawskiego, autor słów Mazurka Dąbrowskiego (zm. 1822)
- 1756 – Joachim Józef Grabowski, polski duchowny katolicki, biskup mohylewski (zm. 1829)
- 1757 – Michał Hieronim Starzeński, polski urzędnik, rotmistrz, pamiętnikarz, uczestnik insurekcji kościuszkowskiej (zm. 1823)
- 1758 – Horatio Nelson, brytyjski admirał, wicehrabia (zm. 1805)
- 1760:
  - Michał Sokolnicki, polski generał, inżynier wojskowy, polityk (zm. 1816)
  - William Beckford, brytyjski pisarz, polityk (zm. 1844)
- 1761 – Michael Egan, irlandzki duchowny katolicki, biskup Filadelfii (zm. 1814)
- 1765 – Joseph Le Bon, francuski polityk, rewolucjonista (zm. 1795)
- 1766 – Charlotta Hanowerska, królowa wirtemberska (zm. 1828)
- 1786 – Guadalupe Victoria, meksykański polityk, prezydent Meksyku (zm. 1843)
- 1789 – Peter Joseph Lenné, pruski ogrodnik (zm. 1866)
- 1794 – Ignacy Chodźko, polski pisarz, gawędziarz, encyklopedysta, wolnomularz (zm. 1861)
- 1799 – Joanna Grudzińska, polska księżna (zm. 1831)
- 1800 – Jakub Ludwik Flatau, polski kupiec pochodzenia żydowskiego (zm. 1862)
- 1801 – Franciszek Stefanowicz, polski duchowny katolicki, biskup pomocniczy poznański (zm. 1871)
- 1803 – Charles Sturm, francuski matematyk, fizyk, wykładowca akademicki pochodzenia szwajcarskiego (zm. 1855)
- 1804 – Michał Czajkowski, polski działacz niepodległościowy, prozaik, poeta (zm. 1886)
- 1805:
  - John Turvill Adams, amerykański prawnik, polityk, prozaik, poeta (zm. 1882)
  - Józefat Szczygielski, polski duchowny katolicki, wikariusz generalny zarządzający archidiecezją warszawską (zm. 1883)
- 1806:
  - Franz Brand, niemiecki duchowny katolicki, wielki dziekan kłodzki i wikariusz arcybiskupi dla wiernych hrabstwa kłodzkiego (zm. 1878)
  - Adela Łubieńska, polska rysowniczka, graficzka (zm. 1896)
- 1809 – Miguel García Granados, gwatemalski polityk, prezydent Gwatemali (zm. 1878)
- 1810 – Elizabeth Gaskell, brytyjska pisarka (zm. 1865)
- 1813 – Frederick Henry Ambrose Scrivener, brytyjski teolog protestancki, biblista (zm. 1891)
- 1814 – Michał Gliszczyński, polski nauczyciel, znawca historii powszechnej i literatury, pisarz, tłumacz (zm. 1874)
- 1815 – Andreas Achenbach, niemiecki rzeźbiarz (zm. 1910)
- 1816 – Paul Féval (ojciec), francuski prozaik, dramaturg (zm. 1887)
- 1817 – Aleksandr Suchowo-Kobylin, rosyjski prozaik, dramaturg (zm. 1903)
- 1820 – Henryk, hrabia Chambord, legitymistyczny pretendent do tronu francuskiego (zm. 1883)
- 1822 – Peter Michal Bohúň, słowacki malarz (zm. 1878)
- 1823 – Władysław Syrokomla, polski poeta, tłumacz, encyklopedysta (zm. 1862)
- 1827 – Hermina Waldeck-Pyrmont, niemiecka arystokratka (zm. 1910)
- 1831 – John Schofield, amerykański generał porucznik, polityk (zm. 1906)
- 1832 – Miguel Miramón, meksykański wojskowy, polityk, prezydent Meksyku (zm. 1867)
- 1837 – Michał Bałucki, polski prozaik, komediopisarz, publicysta (zm. 1901)
- 1839 – Mihajlo Valtrović, serbski architekt, archeolog, historyk sztuki (zm. 1915)
- 1840 – Anton Dohrn, niemiecki przyrodnik, entomolog (zm. 1909)
- 1841 – Gerard Adriaan Heineken, holenderski piwowar (zm. 1893)
- 1843:
  - Jacques-Joseph Grancher, francuski pediatra (zm. 1907)
  - Michaił Skobielew, rosyjski generał piechoty (zm. 1882)
- 1844 – Fulgence Raymond, francuski neurolog, wykładowca akademicki (zm. 1910)
- 1845:
  - Joseph Elsner, niemiecki architekt, rzeźbiarz (zm. 1933)
  - Iwan Karpenko-Kary, ukraiński aktor, dramaturg, reżyser, publicysta (zm. 1907)
- 1846 – Michał Michalski, polski polityk, prezydent Lwowa (zm. 1907)
- 1847 – Adolf Bem, polski inżynier komunikacji pochodzenia niemieckiego (zm. 1890)
- 1849 – Frederick Schwatka, amerykański podróżnik, pisarz pochodzenia polskiego (zm. 1892)
- 1850:
  - Etienne-Louis Arthur Fallot, francuski lekarz (zm. 1911)
  - Bolesław Kapuściński, polski lekarz, działacz społeczny (zm. 1921)
- 1852:
  - Wasilij Anrep, rosyjski lekarz, fizjolog, farmakolog (zm. 1927)
  - Adam Hełm-Pirgo, polski pułkownik, kartograf (zm. 1932)
- 1853 – Thyra, duńska księżniczka (zm. 1933)
- 1855 – Michele Esposito, włoski kompozytor, pianista, dyrygent (zm. 1929)
- 1856 – George Frederick Kunz, amerykański mineralog (zm. 1932)
- 1858:
  - Weła Błagoewa, bułgarska dziennikarka, pisarka, nauczycielka, feministka (zm. 1921)
  - Michał Janeczko, polski leśnik, wykładowca akademicki (zm. 1923)
  - Leopoldo Mugnone, włoski kompozytor, dyrygent (zm. 1941)
- 1859:
  - Michał Jastrzębski, polski duchowny ewangelicko-reformowany, superintendent Jednoty Wileńskiej (zm. 1938)
  - Bolesław Michał Kasprowicz, polski przemysłowiec, kupiec, działacz narodowy (zm. 1943)
- 1861:
  - Carl Duisberg, niemiecki chemik, przemysłowiec (zm. 1935)
  - Franciszek Karewicz, polski duchowny katolicki, biskup żmudzki (zm. 1945)
  - Fryderyk von Waldburg-Wolfegg-Waldsee, niemiecki arystokrata, jezuita (zm. 1895)
- 1862 – Salwator Damian Enguix Garés, hiszpański działacz Akcji Katolickiej, męczennik, błogosławiony (zm. 1936)
- 1863 – Hugo Haase, niemiecki polityk (zm. 1919)
- 1864:
  - Hieronim Köller, polski nauczyciel, działacz społeczny, urzędnik, burmistrz Leska (zm. 1954)
  - Miguel de Unamuno, hiszpański pisarz, filozof (zm. 1936)
- 1866:
  - Zofia Czaplińska, polska aktorka, tancerka (zm. 1940)
  - Edward Rosenthal, polski architekt, pedagog (zm. 1940)
- 1867:
  - Michał Przywara, polski duchowny katolicki, językoznawca, publicysta (zm. 1906)
  - Walther Rathenau, niemiecki polityk, minister spraw zagranicznych (zm. 1922)
- 1869 – Alfred J. Pearson, amerykański dyplomata (zm. 1939)
- 1871 – Karl-Einar Sjögren, szwedzki żeglarz sportowy (zm. 1956)
- 1875 – Henrik Lund, grenlandzki duchowny luterański, kompozytor, malarz (zm. 1948)
- 1878 – Mārtiņš Nukša, łotewski architekt, dyplomata, polityk (zm. 1942)
- 1879 – Nils Bertelsen, norweski żeglarz sportowy (zm. 1958)
- 1880:
  - Abraham Goldberg, polski dziennikarz pochodzenia żydowskiego (zm. 1933)
  - Wiktor Kopp, radziecki dyplomata (zm. 1930)
- 1881:
  - Alexander Kanoldt, niemiecki malarz (zm. 1939)
  - Ludwig von Mises, amerykański ekonomista, prakseolog pochodzenia austriackiego (zm. 1973)
- 1882:
  - Wacław Dziewulski, polski fizyk, wykładowca akademicki, wydawca (zm. 1938)
  - Aleksandra Hanowerska, księżna Meklemburgii (zm. 1963)
  - (lub 1888) Janina Porazińska, polska pisarka, poetka, tłumaczka (zm. 1971)
- 1885 – Michał Boruciński, polski malarz, grafik (zm. 1976)
- 1886 – Michał Butkiewicz polski inżynier, kolejarz, polityk, minister komunikacji (zm. 1974)
- 1887 – Emil Szramek, polski duchowny katolicki, męczennik, błogosławiony (zm. 1942)
- 1888 – Helena Brodowska, polska działaczka komunistyczna (zm. 1937)
- 1889 – Michalina Janoszanka, polska malarka, pisarka, działaczka oświatowa i społeczna (zm. 1952)
- 1890 – Alois Eliáš, czechosłowacki generał, polityk, premier Protektoratu Czech i Moraw (zm. 1942)
- 1891 – Arkadź Smolicz, białoruski geograf, kartograf, polityk, premier Białoruskiej Republiki Ludowej (zm. 1938)
- 1893:
  - María Józefa Alhama Valera, hiszpańska zakonnica, mistyczka, błogosławiona (zm. 1983)
  - Edward Maj, polski kompozytor (zm. 1967)
- 1894:
  - Franco Capuana, włoski dyrygent (zm. 1969)
  - František Lipták, słowacki taternik, działacz turystyczny, narciarz (zm. 1967)
- 1895:
  - Harold Hotelling, amerykański matematyk, statystyk (zm. 1973)
  - Witold Żyborski, polski ziemianin, polityk, poseł na Sejm RP (zm. 1966)
- 1896:
  - Chalił Abżaliłow, radziecki aktor (zm. 1963)
  - Sven Lundgren, szwedzki lekkoatleta, średniodystansowiec (zm. 1960)
  - Michał Łazarski, polski porucznik, polityk, poseł na Sejm i senator RP (zm. 1944)
  - Bronisław Słupeczański, polski oficer (zm. 1964)
- 1897 – Zygmunt Graliński, polski prawnik, adwokat, polityk, poseł na Sejm RP (zm. 1940)
- 1898:
  - Trofim Łysenko, radziecki agrobiolog, agronom (zm. 1976)
  - Tymoteusz Ortym, polski konferansjer, reżyser i impresario teatralny, autor piosenek i utworów scenicznych (zm. 1963)
- 1899:
  - László Bíró, węgierski dziennikarz, wynalazca (zm. 1985)
  - Jan Rzepecki, polski pułkownik, historyk (zm. 1983)
  - Stanisław Wójtowicz, polski polityk, działacz ludowy (zm. 1936)
- 1900:
  - Miguel Alemán Valdés, meksykański polityk, prezydent Meksyku (zm. 1983)
  - Thorleif Kristoffersen, norweski żeglarz sportowy (zm. 1971)
- 1901:
  - Enrico Fermi, włoski fizyk, laureat Nagrody Nobla (zm. 1954)
  - Lanza del Vasto, włoski filozof, poeta (zm. 1981)
- 1902:
  - Maksymilian Hohenberg, austriacki arystokrata (zm. 1962)
  - Mikel Koliqi, albański kardynał, kompozytor (zm. 1997)
- 1903:
  - Martin Bodin, szwedzki operator filmowy (zm. 1976)
  - Dragan Jovanović, serbski piłkarz (zm. 1936)
  - Otto von Porat, norweski bokser (zm. 1982)
- 1904:
  - Egon Eiermann, niemiecki architekt (zm. 1970)
  - Greer Garson, brytyjska aktorka (zm. 1996)
  - Nikołaj Ostrowski, radziecki pisarz (zm. 1936)
  - Michał Rusinek, polski prozaik, dramaturg, poeta (zm. 2001)
  - Michał Waszyński, polski reżyser, scenarzysta i montażysta filmowy pochodzenia żydowskiego (zm. 1965)
- 1905:
  - Fidel LaBarba, amerykański bokser, dziennikarz sportowy pochodzenia włoskiego (zm. 1981)
  - Knud Preben Liisberg Hauerslev, duński stomatolog, mykolog (zm. 2000)
- 1906:
  - Iwan Bajkow, radziecki admirał (zm. 1992)
  - Edward Grzymała, polski duchowny katolicki, męczennik, błogosławiony (zm. 1942)
  - Franciszek Krawczykowski, polski nauczyciel, działacz harcerski, podporucznik NSZ (zm. 1952)
  - Jules Merviel, francuski kolarz szosowy (zm. 1976)
- 1907:
  - Gene Autry, amerykański aktor, piosenkarz (zm. 1998)
  - Bolesław Nieczuja-Ostrowski, polski generał brygady (zm. 2008)
  - Hans Martin Sutermeister, szwajcarski lekarz, wolnomyśliciel, polityk (zm. 1977)
  - Axel Wikström, szwedzki biegacz narciarski (zm. 1976)
- 1908 – Eddie Tolan, amerykański lekkoatleta, sprinter (zm. 1967)
- 1909 – Vasco Bergamaschi, włoski kolarz szosowy (zm. 1979)
- 1910:
  - Virginia Bruce, amerykańska aktorka, piosenkarka (zm. 1982)
  - Alexandre Gelbert, szwajcarski żeglarz, olimpijczyk (zm. 1988)
  - Aldo Donati, włoski piłkarz (zm. 1984)
- 1911:
  - Stanisław Jankowski, polski architekt, żołnierz AK, uczestnik powstania warszawskiego (zm. 2002)
  - Tomáš Vybíral, czechosłowacki pilot wojskowy, as myśliwski (zm. 1981)
- 1912:
  - Lukas Ammann, szwajcarski aktor (zm. 2017)
  - Michelangelo Antonioni, włoski reżyser i scenarzysta filmowy (zm. 2007)
  - Pere Calders, kataloński pisarz (zm. 1994)
  - Gerszom Szoken, izraelski dziennikarz, polityk (zm. 1990)
- 1913:
  - Trevor Howard, brytyjski aktor (zm. 1988)
  - Stanley Kramer, amerykański reżyser i producent filmowy (zm. 2001)
  - Ja’akow Meridor, izraelski przedsiębiorca, polityk (zm. 1995)
  - Silvio Piola, włoski piłkarz, trener (zm. 1996)
- 1914 – Ludmiła Hausbrandt, polska botanik (zm. 1997)
- 1915 – Brenda Marshall, amerykańska aktorka (zm. 1992)
- 1916:
  - Chao Yao-tung, tajwański ekonomista, polityk (zm. 2008)
  - Antonio Buero Vallejo, hiszpański dramaturg (zm. 2000)
  - Jerzy Pietrkiewicz, polski pisarz, historyk literatury, publicysta (zm. 2007)
- 1917:
  - Witold Andruszkiewicz, polski ekonomista, wykładowca akademicki (zm. 2014)
  - Władysław Giergiel, polski piłkarz, trener (zm. 1991)
  - Jesse Renick, amerykański koszykarz (zm. 1999)
- 1919:
  - Leszek Owsiany, polski porucznik pilot (zm. 2008)
  - Masao Takemoto, japoński gimnastyk (zm. 2007)
  - Jan Waszczyński, polski prawnik, wykładowca akademicki (zm. 1997)
  - Kira Zworykina, rosyjska szachistka (zm. 2014)
- 1920:
  - Czesław Bełżecki, polski chemik organik, wykładowca akademicki (zm. 1998)
  - Valerie Davies, australijska arachnolog, muzealnik (zm. 2012)
  - Peter D. Mitchell, brytyjski biochemik, laureat Nagrody Nobla (zm. 1992)
  - Václav Neumann, czeski dyrygent (zm. 1995)
- 1921:
  - Jackie Kahane, kanadyjsko-amerykański stand-uper (zm. 2001)
  - Nikołaj Sandżyrow, radziecki starszy porucznik (zm. 1944)
  - Ole Wivel, duński poeta, krytyk literacki (zm. 2004)
  - Bruno Zboralski, francuski piłkarz pochodzenia polskiego (zm. 1987)
- 1922:
  - Esther Brand, południowoafrykańska lekkoatletka, skoczkini wzwyż (zm. 2015)
  - Lizabeth Scott, amerykańska aktorka (zm. 2015)
  - Aleksandr Zinowjew, rosyjski socjolog, filozof, wykładowca akademicki (zm. 2006)
- 1923:
  - William A. Fraker, amerykański reżyser i operator filmowy (zm. 2010)
  - Władysława Fudalewicz-Niemczyk, polska biolog, wykładowczyni akademicka (zm. 2019)
  - Wanda Sieradzka de Ruig, polska dziennikarka, tłumaczka, autorka tekstów piosenek (zm. 2008)
  - Tadeusz Skwirzyński, polski polityk, minister leśnictwa i przemysłu drzewnego, poseł na Sejm PRL (zm. 1995)
- 1924 – Marina Berti, włoska aktorka (zm. 2002)
- 1925:
  - Oskar Anweiler, niemiecki pedagog, historyk oświaty (zm. 2020)
  - Steve Forrest, amerykański aktor (zm. 2013)
  - Zdzisław Kwieciński, polski ekonomista, polityk, poseł na Sejm PRL (zm. 1997)
  - John Tower, amerykański polityk, senator (zm. 1991)
- 1926:
  - Chuck Cooper, amerykański koszykarz (zm. 1984)
  - Alexander Dolgun, amerykański więzień sowieckich łagrów, pamiętnikarz pochodzenia polskiego (zm. 1986)
- 1927:
  - Janusz Kasperczak, polski bokser (zm. 2002)
  - Pete McCloskey, amerykański polityk (zm. 2024)
  - Jerzy Mędrkiewicz, polski aktor (zm. 1995)
  - Adhemar Ferreira da Silva, brazylijski lekkoatleta, trójskoczek (zm. 2001)
- 1928:
  - Johan Kleppe, norweski polityk (zm. 2022)
  - Mihály Lantos, węgierski piłkarz, trener (zm. 1989)
  - Stanisław Manturzewski, polski aktor, reżyser i scenarzysta filmowy, dziennikarz (zm. 2014)
  - Tone Pavček, słoweński poeta, tłumacz (zm. 2011)
  - Bertie Peacock, północnoirlandzki piłkarz, trener (zm. 2004)
  - Michele Scandiffio, włoski duchowny katolicki, arcybiskup Acerenzy (zm. 2022)
  - Gerhard Stoltenberg, niemiecki polityk (zm. 2001)
- 1929 – Bohdan Jastrzębski, polski urbanista, polityk (zm. 2000)
- 1930:
  - Richard Bonynge, australijski pianista, dyrygent
  - Colin Dexter, brytyjski pisarz (zm. 2017)
  - Michał Gryziński, polski fizyk jądrowy (zm. 2004)
  - Zbigniew Kryda, polski fotografik (zm. 2005)
  - Leonard Łukaszuk, polski pułkownik SB, prawnik, sędzia Trybunału Konstytucyjnego (zm. 2017)
  - Jean Vincent, francuski piłkarz, trener (zm. 2013)
- 1931:
  - Victor Herman Balke, amerykański duchowny katolicki, biskup Crookston
  - James Cronin, amerykański fizyk cząstek elementarnych, laureat Nagrody Nobla (zm. 2016)
  - Geraldo Dantas de Andrade, brazylijski duchowny katolicki, biskup pomocniczy São Luís do Maranhão (zm. 2021)
  - Anita Ekberg, szwedzka aktorka i modelka (zm. 2015)
  - Wiesława Grochowska, polska aktorka
  - Pié Masumbuko, buryndyjski lekarz, polityk i dyplomata
  - Alfred Sulik, polski piłkarz
- 1932:
  - Robert Benton, amerykański reżyser i scenarzysta filmowy (zm. 2025)
  - Mehmood, indyjski aktor (zm. 2004)
  - Michel Murr, libański przedsiębiorca, polityk, minister spraw wewnętrznych, wicepremier (zm. 2021)
  - Michał Pawlicki, polski aktor (zm. 2000)
  - Rainer Weiss, amerykański fizyk, laureat Nagrody Nobla
- 1933:
  - Josef Kadraba, czeski piłkarz (zm. 2019)
  - Alfred Sageder, austriacki wioślarz (zm. 2017)
- 1934:
  - Mihály Csíkszentmihályi, węgierski psycholog (zm. 2021)
  - Henk Kronenberg, holenderski duchowny katolicki, biskup Bougainville (zm. 2020)
  - Joseph Untube N’singa Udjuu, kongijski prawnik, polityk, premier Zairu (zm. 2021)
- 1935:
  - Mylène Demongeot, francuska aktorka (zm. 2022)
  - Jerry Lee Lewis, amerykański piosenkarz (zm. 2022)
  - Jerzy Moes, polski aktor (zm. 2019)
  - Bruce Tulloh, brytyjski lekkoatleta, długodystansowiec (zm. 2018)
- 1936:
  - Silvio Berlusconi, włoski przedsiębiorca, działacz sportowy, polityk, premier Włoch, eurodeputowany (zm. 2023)
  - Ałła Diemidowa, rosyjska aktorka
  - Li Mingqiang, chiński pianista, pedagog
  - Michał Wójcik, polski lekkoatleta, długodystansowiec (zm. 2017)
- 1937:
  - Antonio Bailetti, włoski kolarz szosowy
  - Jean-Pierre Elkabbach, francuski dziennikarz (zm. 2023)
  - Henryk Furmanik, polski wspinacz (zm. 1974)
  - Kōichirō Matsuura, japoński dyplomata
- 1938 – Wim Kok, holenderski polityk, premier Holandii (zm. 2018)
- 1939:
  - Fikret Abdić, bośniacki przedsiębiorca, polityk, zbrodniarz wojenny
  - Jim Baxter, szkocki piłkarz (zm. 2001)
  - Eberhard Köllner, niemiecki pułkownik lotnictwa
  - Antonio Paolucci, włoski historyk sztuki, muzealnik, polityk, minister kultury (zm. 2024)
  - Art Williams, amerykański koszykarz (zm. 2018)
- 1940:
  - Antoni, rosyjski duchowny prawosławny, biskup czerniowiecki i uralski, arcybiskup uralski (zm. 2025)
  - Lorenzo Baldisseri, włoski kardynał
  - Richard Falbr, czeski związkowiec, polityk, eurodeputowany
  - John Miszuk, kanadyjski hokeista (zm. 2025)
  - Józef Niedomagała, polski judoka, trener (zm. 2011)
- 1941:
  - Virgilio González, hiszpański lekkoatleta, sprinter i średniodystansowiec
  - Hans-Jochen Jaschke, niemiecki duchowny katolicki, biskup pomocniczy Münsteru i Hamburga (zm. 2023)
  - Barry Jones, nowozelandzki duchowny katolicki, biskup Christchurch (zm. 2016)
  - Jutta Stöck, niemiecka lekkoatletka, sprinterka
  - Fred West, brytyjski seryjny morderca (zm. 1995)
- 1942:
  - Donna Corcoran, amerykańska aktorka
  - Felice Gimondi, włoski kolarz szosowy i torowy (zm. 2019)
  - Madeline Kahn, amerykańska aktorka (zm. 1999)
  - Ian McShane, brytyjski aktor
  - Bill Nelson, amerykański astronauta, polityk, senator
  - Jean-Luc Ponty, francuski skrzypek jazzowy
  - Yves Rénier, francuski aktor, reżyser i scenarzysta filmowy (zm. 2021)
- 1943:
  - Mohammad Chatami, irański filozof, polityk, prezydent Iranu
  - Abdul Koroma, sierraleoński prawnik
  - Robert Nouzaret, francuski piłkarz, trener
  - Wolfgang Overath, niemiecki piłkarz
  - Hubert Skrzypczak, polski bokser
  - Lech Wałęsa, polski elektryk, polityk, działacz związkowy, współzałożyciel i pierwszy przewodniczący NSZZ „Solidarność”, prezydent RP, laureat Pokojowej Nagrody Nobla
- 1944:
  - Chango Carmona, meksykański bokser
  - Stanisław Dawidczyński, polski piłkarz, trener
- 1945:
  - Reggie Bannister, amerykański aktor
  - Michael Bella, niemiecki piłkarz
  - Nadieżda Cziżowa, rosyjska lekkoatletka, kulomiotka
- 1946:
  - Michał Józefczyk, polski duchowny katolicki, działacz społeczny (zm. 2016)
  - Janusz Kaliciński, polski operator i producent filmowy
  - Manuel Parrado Carral, brazylijski duchowny katolicki, biskup São Miguel Paulista
- 1947:
  - Giampaolo Crepaldi, włoski duchowny katolicki, arcybiskup Triestu
  - Richard Evans, brytyjski historyk, wykładowca akademicki
  - Martin Ferrero, amerykański aktor
  - Eugeniusz Górski, polski filozof, historyk idei, hispanista (zm. 2013)
  - Piotr Mroczyk, polski dziennikarz, działacz opozycji demokratycznej w okresie PRL (zm. 2007)
  - Yoshiji Soeno, japoński karateka
- 1948:
  - Jack Dromey, brytyjski związkowiec, polityk (zm. 2022)
  - Mark Farner, amerykański gitarzysta, członek zespołu Grand Funk
  - Theo Jörgensmann, niemiecki klarnecista jazzowy, kompozytor
  - Guy Konopnicki, francuski pisarz, dziennikarz pochodzenia polskiego
  - Géza Koroknay, węgierski aktor (zm. 2013)
  - Wiktor Krowopuskow, rosyjski szablista
  - Marek Lewandowski, polski milicjant, polityk, poseł na Sejm RP
- 1949:
  - Halina Maliszewska, polska koszykarka
  - Adrian Elrick, nowozelandzki piłkarz
  - Ewgeni Ermenkow, bułgarski szachista
  - Anna Zielińska-Głębocka, polska ekonomistka, polityk, poseł na Sejm RP
- 1950:
  - Timothy Doherty, amerykański duchowny katolicki, biskup Lafayette
  - Witold Kondracki, polski matematyk, wykładowca akademicki (zm. 2005)
  - Lajos D. Nagy, węgierski muzyk, wokalista, członek zespołów: Rolls Frakció i Bikini
  - Kathy Sinnott, irlandzka działaczka społeczna, polityk, eurodeputowana
- 1951:
  - Michelle Bachelet, chilijska polityk, prezydent Chile
  - Małgorzata Bednarczyk, polska ekonomistka, wykładowczyni akademicka
  - Pier Luigi Bersani, włoski polityk
  - Maureen Caird, australijska lekkoatletka, płotkarka
  - Elżbieta Dmoch, polska wokalistka, członkini zespołu 2 plus 1
  - Wolfram Fiedler, niemiecki saneczkarz (zm. 1988)
  - Nina Holmén, fińska lekkoatletka, biegaczka średnio- i długodystansowa
  - Ja’akow Kac, izraelski polityk
  - Wałerij Krywow, ukraiński siatkarz, trener (zm. 1994)
  - Siergiej Morozow, rosyjski kolarz szosowy (zm. 2001)
  - Krzysztof Pankiewicz, polski himalaista (zm. 2009)
- 1952:
  - Arthur Gary Bishop, amerykański pedofil, seryjny morderca (zm. 1988)
  - Fernando Filograna, włoski duchowny katolicki, biskup Nardò-Gallipoli
  - Jurij Łobanow, rosyjski kajakarz, kanadyjkarz (zm. 2017)
  - Jerzy Makula, polski pilot cywilny i szybowcowy
  - Monika Zehrt, niemiecka lekkoatletka, sprinterka
- 1953:
  - Marek Balicki, polski psychiatra, polityk, minister zdrowia, poseł na Sejm i senator RP
  - Ante Čačić, chorwacki trener piłkarski
  - Paweł Dłużewski, polski artysta kabaretowy
  - Drake Hogestyn, amerykański aktor (zm. 2024)
  - Jerzy Kłosiński, polski dziennikarz
  - Jean-Claude Lauzon, kanadyjski reżyser filmowy (zm. 1997)
  - Daniel Mizonzo, kongijski duchowny katolicki, biskup Nkayi
  - Michał Okła, polski lekarz, samorządowiec, polityk, senator RP (zm. 2016)
  - Elżbieta Wojnarowska, polska pisarka, poetka, pieśniarka, scenarzystka teatralna i filmowa
- 1954:
  - Rusłan Auszew, rosyjski polityk, prezydent Inguszetii
  - Gerónimo Barbadillo, peruwiański piłkarz
  - Heinz Betz, niemiecki kolarz torowy i szosowy
  - Michał Giercuszkiewicz, polski perkusista rockowy, członek zespołów: Apogeum, Dżem, Kwadrat oraz Bezdomne Psy (zm. 2020)
  - Bo Gustafsson, szwedzki lekkoatleta, chodziarz
  - Geoffrey Marcy, amerykański astronom
- 1955:
  - Ann Bancroft, amerykańska podróżniczka, polarniczka, nauczycielka, pisarka
  - Hienadź Dawydźka, białoruski aktor, reżyser filmowy, dziennikarz, polityk
  - Joe Donnelly, amerykański polityk, senator
  - Eurico Gomes, portugalski piłkarz, trener
  - Andrzej Grześkowiak, polski piłkarz (zm. 2017)
  - Longin (Krčo), serbski biskup prawosławny
  - Ali Szamchani, irański wojskowy, wiceadmirał, polityk, minister obrony (zm. 2025)
  - Stanisław Turek, polski żużlowiec (zm. 2022)
- 1956:
  - Michał Arabudzki, polski reżyser i scenarzysta filmowy
  - Carol Blazejowski, amerykańska koszykarka pochodzenia polskiego
  - Stuart Charno, amerykański aktor
  - Sebastian Coe, brytyjski lekkoatleta, średniodystansowiec, polityk, działacz sportowy
  - Ołeś Janczuk, ukraiński aktor, reżyser i producent filmowy
  - Piet Raijmakers, holenderski jeździec sportowy
- 1957:
  - Andreas Beyer, niemiecki historyk sztuki
  - Dave Grylls, amerykański kolarz torowy
  - Harald Schmid, niemiecki lekkoatleta, płotkarz i sprinter
  - Ryszard Suder, polski szachista
- 1958:
  - Kim Pyung-seok, południowokoreański piłkarz, trener
  - Marcin Przeciszewski, polski dziennikarz, działacz katolicki
  - Kamila Sammler, polska aktorka
  - Karen Young, amerykańska aktorka
- 1959:
  - Philippe Caroit, francuski aktor i reżyser filmowy i telewizyjny
  - Jon Fosse, norweski pisarz
- 1960:
  - Hubert Neuper, austriacki skoczek narciarski
  - Bill Rieflin, amerykański perkusista, kompozytor, multiinstrumentalista, członek zespołów: Ministry, Sweet 75, Swans, R.E.M., Revolting Cocks, KMFDM, Pigface, King Crimson (zm. 2020)
- 1961:
  - Norberto Bocchi, włoski brydżysta
  - Julia Gillard, australijska polityk, premier Australii
  - Tobias Hoesl, niemiecki aktor
  - Jacek Kawalec, polski aktor
  - Zoran Tegeltija, bośniacki ekonomista, polityk, premier Bośni i Hercegowiny
- 1962:
  - Roger Bart, amerykański aktor
  - Néstor Clausen, argentyński piłkarz, trener
  - Helena Dalli, maltańska polityk, socjolog
  - Aleksandra Sambor, polska artystka, plastyk (zm. 2016)
  - Nicky Walker, szkocki piłkarz, bramkarz
- 1963:
  - Les Claypool, amerykański basista, członek zespołu Primus
  - Jacek Wachowski, polski teatrolog, literaturoznawca
  - Jarosław Wajk, polski wokalista, autor tekstów, kompozytor, członek zespołu Oddział Zamknięty
- 1964:
  - Pierre-Marie Deloof, belgijski wioślarz
  - Guillermo Díaz, meksykański zapaśnik
  - Stefan Machaj, polski piłkarz
- 1965:
  - Grigorij Kirijenko, rosyjski szablista
  - Phylis Smith, brytyjska lekkoatletka, sprinterka
  - Predrag Spasić, serbski piłkarz
- 1966:
  - Nicolas de Crécy, francuski twórca komiksów
  - Hersey Hawkins, amerykański koszykarz
  - Bujar Nishani, albański wojskowy, polityk, minister spraw wewnętrznych oraz sprawiedliwości, prezydent Albanii (zm. 2022)
  - Claus Strunz, niemiecki dziennikarz
  - Igor Sumnikow, białoruski kolarz szosowy
  - Jill Whelan, amerykańska aktorka
- 1967:
  - Brett Anderson, brytyjski wokalista, kompozytor, autor tekstów, członek zespołów Suede i The Tears
  - Éva Dónusz, węgierska kajakarka
  - Felicia Țilea-Moldovan, rumuńska lekkoatletka, oszczepniczka (zm. 2025)
  - Bogusław Wontor, polski inżynier, polityk, poseł na Sejm RP
- 1968:
  - Michal Dlouhý, czeski aktor
  - Luke Goss, brytyjski, piosenkarz, muzyk, aktor, reżyser, producent i scenarzysta filmowy
  - Matt Goss, brytyjski piosenkarz, autor tekstów, perkusista, gitarzysta, producent muzyczny
  - Alex Skolnick, amerykański gitarzysta, kompozytor, członek zespołu Testament
  - Małgorzata Urbanowicz, polska lekkoatletka, płotkarka
- 1969:
  - Rocco Benetton, włoski przedsiębiorca
  - Cho Youn-jeong, południowokoreańska łuczniczka
  - Erika Eleniak, amerykańska aktorka pochodzenia ukraińskiego
  - Tore Pedersen, norweski piłkarz
  - Barbara Towpik, polska lekkoatletka, biegaczka
  - Ivica Vastić, austriacki piłkarz, trener pochodzenia chorwackiego
  - Adałbert Zafirow, bułgarski piłkarz, trener
- 1970:
  - AMG, amerykański raper
  - Ninel Conde, meksykańska aktorka, modelka, piosenkarka
  - Roland Kirchler, austriacki piłkarz, trener
  - Emily Lloyd, brytyjska aktorka
  - Krzysztof Makowski, polski polityk, wojewoda łódzki
  - Russell Peters, kanadyjski aktor, komik
  - Nicolas Winding Refn, duński reżyser, scenarzysta i producent filmowy
  - Mirosława Sagun-Lewandowska, polska strzelczyni sportowa
  - Christophe Szpajdel, belgijski grafik pochodzenia polskiego
  - Yoshihiro Tajiri, japoński wrestler
  - Natasha Gregson Wagner, amerykańska aktorka
- 1971:
  - Ewa Audykowska, polska aktorka
  - Baktijar Bajsejytow, kazachski zapaśnik
  - Tanoka Beard, amerykański koszykarz
  - Mackenzie Crook, brytyjski aktor
  - Miguel Fuentes, meksykański piłkarz, bramkarz, trener
  - Jeffrey Talan, holenderski piłkarz
  - Sibel Tüzün, turecka piosenkarka
- 1972:
  - Samir Aboud, libijski piłkarz, bramkarz
  - Elżbieta Bartnicka, polska piłkarka ręczna
  - Jörgen Jönsson, szwedzki hokeista, trener, menedżer
  - Perpetua Sappa Konman, mikronezyjska polityczka
  - Robert Webb, brytyjski aktor, komik, scenarzysta
- 1973:
  - Dmitrij Ananko, rosyjski piłkarz
  - Therdsak Chaiman, tajski piłkarz
  - Rusłan Lubarski, ukraiński piłkarz
  - Chris Newton, brytyjski kolarz torowy
- 1974:
  - Boris Ambarcumow, rosyjski zapaśnik (zm. 2020)
  - Alexis Cruz, amerykański aktor pochodzenia portorykańskiego
  - Marián Kacíř, czeski hokeista
  - Israel López, meksykański piłkarz
  - Yang Xiangzhong, chiński bokser
  - Rafał Zimowski, polski aktor
- 1975:
  - Abdullah Al-Waked, saudyjski piłkarz
  - James Linnsay-Finn, brytyjski wioślarz
  - Jörgen Pettersson, szwedzki piłkarz
  - Falk Maria Schlegel, niemiecki klawiszowiec, członek zespołu Powerwolf
- 1976:
  - Kelvin Davis, angielski piłkarz, trener
  - Óscar Sevilla, hiszpański kolarz szosowy
  - Andrij Szewczenko, ukraiński piłkarz, trener
- 1977:
  - Álvaro Aparicio, hiszpański futsalista
  - Atiba Charles, trynidadzko-tobagijski piłkarz
  - Paweł Gładyś, polski aktor
  - Bogdan Mara, rumuński piłkarz
  - Amy Nixon, kanadyjska curlerka
  - Mario Rodríguez, kubański piłkarz
  - Kerstin Stegemann, niemiecka piłkarka
  - Jorgito Vargas Jr., kanadyjski aktor
- 1978:
  - Marta Chrust-Rożej, polska lekkoatletka, sprinterka i płotkarka
  - Karel Klaver, holenderski hokeista na trawie
  - Jaime Lozano, meksykański piłkarz
  - Mun In-guk, północnokoreański piłkarz
  - Kurt Nilsen, norweski piosenkarz
  - Urszula Nowogórska, polska działaczka samorządowa, polityk, poseł na Sejm RP
  - Karen Putzer, włoska narciarka alpejska
- 1979:
  - Hairuddin Omar, malezyjski piłkarz
  - Fabrizio Pennisi, włoski piosenkarz
  - Jaroslav Volf, czeski kajakarz
- 1980:
  - Kinga Burza, australijska reżyserka teledysków pochodzenia polskiego
  - Răzvan Florea, rumuński pływak
  - Zachary Levi, amerykański aktor
  - Liu Yanan, chińska siatkarka
- 1981:
  - Michał Gawliński, polski aktor kabaretowy
  - Nam Hyun-hee, południowokoreańska florecistka
  - Shane Smeltz, nowozelandzki piłkarz
- 1982:
  - Rasul Bokijew, tadżycki judoka
  - Aleksandra Jakubczak, polska lekkoatletka, biegaczka długodystansowa
  - Ariana Jollee, amerykańska aktorka pornograficzna
  - Ewelina Stanczewska, polska judoczka
  - Amy Williams, brytyjska skeletonistka
- 1983:
  - Anna Ksok, polska lekkoatletka, skoczkini wzwyż
  - Piotr Stawarczyk, polski piłkarz
- 1984:
  - Zsófia Fegyverneky, węgierska koszykarka
  - Rune Jarstein, norweski piłkarz, bramkarz
  - Per Mertesacker, niemiecki piłkarz
  - Jakub Śpiewanek, polski żużlowiec
  - Tayanna, ukraińska piosenkarka, kompozytorka
- 1985:
  - Calvin Johnson, amerykański futbolista
  - Niklas Moisander, fiński piłkarz
  - Dani Pedrosa, hiszpański motocyklista wyścigowy
  - DaShaun Wood, amerykański koszykarz
- 1986:
  - Oliver Barbosa, filipiński szachista
  - Lauren Bosworth, amerykańska osobowość telewizyjna
  - Delara Darabi, irańska przestępczyni (zm. 2009)
  - Ilaria Garzaro, włoska siatkarka
  - Aleksandr Gripicz, rosyjski lekkoatleta, tyczkarz
  - Stefan Hula, polski skoczek narciarski
  - Inika McPherson, amerykańska lekkoatletka, skoczkini wzwyż
- 1987:
  - David Del Rio, amerykański aktor
  - Josh Farro, amerykański gitarzysta, członek zespołu Paramore
  - Miloš Krkotić, czarnogórski piłkarz
  - Kyle Riabko, kanadyjski piosenkarz, aktor
- 1988:
  - Kevin Durant, amerykański koszykarz
  - Marta Liniewska, polska wioślarka
  - Dietmar Nöckler, włoski biegacz narciarski
  - Julia Richter, niemiecka wioślarka
- 1989:
  - Huang Minming, chińska lekkoatletka, tyczkarka
  - Jewhen Konoplanka, ukraiński piłkarz
  - Maciej Makuszewski, polski piłkarz
  - Laura Peel, australijska narciarka dowolna
  - Andrea Poli, włoski piłkarz
- 1990:
  - Doug Brochu, amerykański aktor
  - Gheorghe Grozav, rumuński piłkarz
  - Marta Tomac, norweska piłkarka ręczna
- 1991:
  - Enzo Lefort, francuski florecista
  - Adem Ljajić, serbski piłkarz
  - Sandro Lukovic, austriacki kierowca wyścigowy
  - Pelé, piłkarz z Gwinei Bissau
- 1992:
  - Johann Lengoualama, gaboński piłkarz
  - Misaki Oshigiri, japońska łyżwiarka szybka
  - Marcello Trotta, włoski piłkarz
- 1993:
  - Sanne Dekker, holendersko-austriacka bobsleistka
  - Kudakwashe Mahachi, zimbabwejski piłkarz
  - Carlos Salcedo, meksykański piłkarz
  - Ołeh Werniajew, ukraiński gimnastyk
- 1994:
  - Britteny Cox, australijska narciarka dowolna
  - Nicholas Galitzine, brytyjski aktor
  - Halsey, amerykański piosenkarka, autorka tekstów
  - Steve Mounié, beniński piłkarz
  - Katarzyna Niewiadoma, polska kolarka szosowa
  - Andy Polo, peruwiański piłkarz
- 1995:
  - Joseph Aidoo, ghański piłkarz
  - Yolane Kukla, australijska pływaczka pochodzenia polskiego
  - Sasha Lane, amerykańska aktorka
  - Mathias Lessort, francuski koszykarz
  - Alice Matteucci, włoska tenisistka
  - Szymon Nehring, polski pianista
- 1996:
  - Victorien Angban, iworyjski piłkarz
  - Lotta Udnes Weng, norweska biegaczka narciarska
  - Tiril Udnes Weng, norweska biegaczka narciarska
- 1997:
  - Hamad Al-Shamsan, bahrajński piłkarz
  - Luara Hajrapetian, ormiańska piosenkarka
- 1998:
  - Jordan Lotomba, szwajcarski piłkarz pochodzenia kongijskiego
  - Wiera Łapko, białoruska tenisistka
- 1999:
  - Choi Ye-na, południowokoreańska piosenkarka, aktorka
  - Sunil Kumar, indyjski zapaśnik
  - Taylor Manson, amerykańska lekkoatletka, sprinterka
  - Dżołaman Szarszenbekow, kirgiski zapaśnik
- 2000:
  - Iver Tildheim Andersen, norweski biegacz narciarski
  - Amy Baserga, szwajcarska biathlonistka
  - Kevin Castaño, kolumbijski piłkarz
  - Santiago Eneme, piłkarz z Gwinei Równikowej
  - Sofja Łansere, rosyjska tenisistka
  - Giorgi Mamardaszwili, gruziński piłkarz, bramkarz
  - Jaden McDaniels, amerykański koszykarz
  - Adrianna Rybak-Czyrniańska, polska siatkarka
- 2001:
  - Jesús Brígido, meksykański piłkarz
  - Lauren James, angielska piłkarka pochodzenia grenadyjsko-dominikańskiego
- 2002:
  - Wiktor Blizniczenko, ukraiński piłkarz
  - Miguel Gómez, meksykański piłkarz
- 2004:
  - Jeyland Mitchell, kostarykański piłkarz
  - Jens Verbrugghe, belgijski kolarz szosowy
- 2008 – Emma Tallulah Behn, członkini norweskiej rodziny królewskiej

## Zmarli
- 855 – Lotar I, cesarz frankijski (ur. 795)
- 1360 – Joanna z Owernii, królowa Francji (ur. 1326)
- 1364 – Karol de Blois, książę Bretanii (ur. 1319)
- 1484 – Jan z Dukli, polski franciszkanin, święty (ur. ok. 1414)
- 1506 – Juan de Castro, hiszpański duchowny katolicki, biskup Agrigento i biskup Malty, kardynał (ur. 1431)
- 1560 – Gustaw I Waza, król Szwecji (ur. 1496)
- 1568 – Wilhelm Gnapheus, holenderski działacz reformacji, humanista (ur. ok. 1493)
- 1617 – Anna Radziwiłłowa, księżniczka kurlandzka, marszałkowa wielka litewska (ur. 1567)
- 1620 – Françoise de Maridor, francuska arystokratka (ur. ok. 1558)
- 1622 – Filippo Filonardi, włoski duchowny katolicki, biskup Alwinu, kardynał (ur. 1582)
- 1637:
  - Michał de Aozaraza, hiszpański dominikanin, misjonarz, męczennik, święty (ur. 1598)
  - Wilhelm Courtet, francuski dominikanin, misjonarz, męczennik, święty (ur. 1590)
  - Łazarz z Kioto, japoński męczennik, święty (ur. ?)
  - Wawrzyniec Ruiz, filipiński męczennik, święty (ur. ok. 1600)
  - Wincenty od Krzyża Shiwozuka, japoński dominikanin, męczennik, święty (ur. ?)
- 1654 – Jerzy Jan Wittelsbach, hrabia palatyn i książę Palatynatu-Lützelstein-Guttenberg (ur. 1586)
- 1671 – Krzysztof Strzemeski, polski szlachcic, polityk (ur. ?)
- 1691 – Johannes Wolfgang von Bodman, niemiecki duchowny katolicki, biskup pomocniczy Konstancji (ur. 1651)
- 1694:
  - Katarzyna Sobieska, polska szlachcianka (ur. 1634)
  - Leopold Ludwik Wittelsbach, hrabia palatyn i książę Palatynatu-Veldenz (ur. 1625)
- 1703 – Charles de Saint-Evremond, francuski pisarz, filozof, moralista (ur. 1613)
- 1719 – Jean Orry, francuski ekonomista, polityk (ur. 1652)
- 1725 – Wolf Dietrich von Beichlingen, saski polityk (ur. 1665)
- 1769 – Edmond Hoyle, brytyjski pisarz, autor podręczników do gier (ur. 1672)
- 1784 – Mikołaj Małachowski, polski hrabia, wojewoda sieradzki i łęczycki (ur. 1730)
- 1794 – Tomasz Aleksandrowicz, polski polityk, wojewoda podlaski (ur. ok. 1732)
- 1800 – Michael Denis, austriacki bibliograf, entomolog, poeta (ur. 1729)
- 1802:
  - August Batsch, niemiecki przyrodnik, wykładowca akademicki (ur. 1761)
  - Władysław Jabłonowski, polski generał brygady (ur. 1769)
  - Michelangelo Luchi, włoski kardynał (ur. 1744)
- 1820 – Antonín Jaroslav Puchmajer, czeski poeta (ur. 1769)
- 1824 – Marcin Badeni, polski polityk, działacz gospodarczy (ur. 1751)
- 1827 – Ignacy Ścibor Marchocki, polski ziemianin, polityk (ur. 1755)
- 1829:
  - Pierre Dumont, francuski pisarz, filozof (ur. 1759)
  - Stanisław Tymowski, polski polityk (ur. 1760)
- 1833 – Ferdynand VII, król Hiszpanii (ur. 1784)
- 1839 – Friedrich Mohs, niemiecki fizyk, chemik (ur. 1773)
- 1844 – Pedro de Alcántara Téllez-Girón y Beaufort Spontin, hiszpański arystokrata (ur. 1810)
- 1851 – Paul-Thérèse-David d’Astros, francuski duchowny katolicki, biskup Tuluzy, kardynał (ur. 1772)
- 1860 – Maximilian Karl Friedrich Wilhelm Grävell, pruski prawnik, polityk (ur. 1781)
- 1861 – Tekla Bądarzewska-Baranowska, polska pianistka, kompozytorka (ur. 1829)
- 1867 – Sterling Price, amerykański generał, polityk (ur. 1809)
- 1874 – Theodor Hildebrandt, niemiecki malarz (ur. 1804)
- 1875 – Jean-Baptiste Singelée, belgijski kompozytor (ur. 1812)
- 1877 – Sisto Riario Sforza, włoski duchowny katolicki, arcybiskup Neapolu, kardynał, Sługa Boży (ur. 1810)
- 1882 – Maria Pia Burbon-Sycylijska, księżniczka Obojga Sycylii, tytularna księżna Parmy i Piacenzy (ur. 1849)
- 1884 – Eugène Bourdon, francuski inżynier, wynalazca (ur. 1808)
- 1887 – Bernhard von Langenbeck, niemiecki chirurg (ur. 1810)
- 1889:
  - Thomas Francis Bayard, amerykański prawnik, polityk (ur. 1828)
  - Louis Faidherbe, francuski generał, administrator kolonialny (ur. 1818)
- 1898 – Luiza Hessen-Kassel, królowa Danii (ur. 1817)
- 1902:
  - Gustav von Gossler, pruski polityk (ur. 1838)
  - Émile Zola, francuski pisarz, dziennikarz, krytyk sztuki (ur. 1840)
- 1903 – Marceli (Popiel), rosyjski biskup prawosławny (ur. 1821 lub 25)
- 1908:
  - Machado de Assis, brazylijski prozaik, poeta (ur. 1839)
  - Aleksander Gins, polski drukarz pochodzenia żydowskiego (ur. 1821)
  - Abraham Lissauer, niemiecki lekarz, antropolog, archeolog pochodzenia żydowskiego (ur. 1832)
- 1910 – Winslow Homer, amerykański malarz, grafik, ilustrator (ur. 1836)
- 1911 – Henry Northcote, brytyjski arystokrata, polityk, dyplomata, administrator kolonialny (ur. 1846)
- 1912 – Anton Döller, austriacki major, publicysta, działacz społeczny i turystyczny (ur. 1831)
- 1913 – Rudolf Diesel, niemiecki konstruktor, wynalazca (ur. 1858)
- 1914:
  - Jean Bouin, francuski lekkoatleta, długodystansowiec (ur. 1888)
  - Alf Wallander, szwedzki malarz (ur. 1862)
- 1920 – Antoni Scheur, polski podchorąży pilot (ur. 1896)
- 1921 – Fanja Baron, rosyjska anarchistka, rewolucjonistka (ur. 1887)
- 1922 – Jan Bołoz Antoniewicz, polski historyk sztuki i literatury (ur. 1858)
- 1923 – Antonín Cyril Stojan, czeski duchowny katolicki, arcybiskup ołomuniecki i metropolita morawski (ur. 1851)
- 1925 – Léon Bourgeois, francuski prawnik, polityk, premier Francji, laureat Pokojowej Nagrody Nobla (ur. 1851)
- 1927:
  - Willem Einthoven, holenderski fizjolog, histolog, laureat Nagrody Nobla (ur. 1860)
  - Feliks Hortyński, polski jezuita, matematyk, fizyk, filozof, psycholog (ur. 1869)
- 1928 – Ernst Steinitz, niemiecki matematyk (ur. 1871)
- 1929 – Giichi Tanaka, japoński generał, polityk, premier Japonii (ur. 1863)
- 1930:
  - Adelajda Bolska, polska śpiewaczka operowa (sopran liryczny), pedagog (ur. 1863)
  - Ilja Riepin, rosyjski malarz (ur. 1844)
- 1931 – Kasem Qafëzezi, albański wojskowy, polityk (ur. 1881)
- 1934 – Patrick S. Dinneen, irlandzki historyk, leksykograf (ur. 1860)
- 1936:
  - Antonio Arribas Hortigüela, hiszpański zakonnik, męczennik, błogosławiony (ur. 1908)
  - Paweł Bori Puig, hiszpański jezuita, męczennik, błogosławiony (ur. 1864)
  - Franciszek de Paula Castello y Aleu, hiszpański działacz Akcji Katolickiej, męczennik, błogosławiony (ur. 1914)
  - Joseph Franzkowski, śląski kronikarz (ur. 1850)
  - Dariusz Hernández Morató, hiszpański jezuita, męczennik, błogosławiony (ur. 1880)
  - Jakub Mestre Iborra, hiszpański kapucyn, męczennik, błogosławiony (ur. 1909)
  - Wincenty Sales Genovés, hiszpański jezuita, męczennik, błogosławiony (ur. 1881)
- 1937:
  - Ray Ewry, amerykański wszechstronny lekkoatleta (ur. 1873)
  - Ernst Hoppenberg, niemiecki pływak (ur. 1878)
- 1940:
  - Édouard Claparède, szwajcarski psycholog, wykładowca akademicki (ur. 1873)
  - Renato Gardini, włoski zapaśnik (ur. 1889)
  - Henry Meige, francuski neurolog, wykładowca akademicki (ur. 1866)
- 1941:
  - Vilmos Aba-Novák, węgierski malarz, grafik (ur. 1894)
  - Joseph Dréher, francuski lekkoatleta, długodystansowiec (ur. 1884)
  - Zygmunt Pomarański, polski kapitan, wydawca, księgarz, kompozytor (ur. 1898)
- 1942:
  - Natalia Milan, polska rzeźbiarka (ur. 1896)
  - Tadeusz Wieniawa-Długoszowski, polski dziennikarz, działacz społecznny i polityczny (ur. 1890)
  - Michaił Winawer, rosyjski prawnik, polityk, działacz humanitarny pochodzenia żydowskiego (ur. 1880)
- 1943:
  - Edward Komar, polski duchowny katolicki, biskup pomocniczy tarnowski, administrator apostolski diecezji tarnowskiej (ur. 1872)
  - Norbert Motylewski, polski paulin (ur. 1885)
- 1944:
  - Stefan Grzebalski, polski prawnik, prokurator (ur. 1897)
  - Alfons Kotowski, polski major AK (ur. 1899)
  - Ubaldo Marchioni, włoski duchowny katolicki, Sługa Boży (ur. 1918)
- 1945 – Bertil Uggla, szwedzki pięcioboista nowoczesny, szermierz, lekkoatleta, tyczkarz (ur. 1890)
- 1946 – Stanisław Grodziski (senior), polski adwokat (ur. 1889)
- 1947 – Zekai Apaydın, turecki dyplomata (ur. 1877)
- 1949:
  - Chryzant, grecki duchowny prawosławny, arcybiskup Aten (ur. 1881)
  - Tadeusz Jastrzębski, polski generał brygady (ur. 1877)
- 1950:
  - Clara Bryant Ford, Amerykanka, żona Henry’ego Forda (ur. 1866)
  - Abel Hermant, francuski poeta, prozaik, dramaturg, eseista (ur. 1862)
- 1951:
  - Llewellyn Evans, walijski hokeista na trawie pochodzenia nowozelandzkiego (ur. 1876)
  - Aleksander Krzyżanowski, polski pułkownik, żołnierz AK (ur. 1895)
- 1952:
  - John Cobb, brytyjski przedsiębiorca, kierowca wyścigowy, pilot wojskowy (ur. 1899)
  - Fernand Demets, belgijski przemysłowiec, polityk (ur. 1884)
  - Paul Ondrusch, niemiecki rzeźbiarz (ur. 1875)
  - Carl Wentzel, niemiecki żeglarz sportowy (ur. 1895)
- 1954:
  - Marcello Labor, włoski lekarz, pisarz, Sługa Boży (ur. 1890)
  - Ludwik Monza, włoski duchowny katolicki, błogosławiony (ur. 1898)
- 1956 – Anastasio Somoza García, nikaraguański generał, polityk, prezydent Nikaragui (ur. 1896)
- 1960 – Wincenty Chorembalski, polski rzeźbiarz, malarz (ur. 1890)
- 1962:
  - Dmitrij Abakumow, radziecki generał major (ur. 1901)
  - Jan Marian Czerwiński, polski inżynier technolog, polityk, senator RP (ur. 1878)
  - Owe Jonsson, szwedzki lekkoatleta, sprinter (ur. 1940)
  - Kazimierz Zarębski, polski major uzbrojenia (ur. 1893)
- 1964:
  - Wanda Borudzka, polska poetka (ur. 1897)
  - Fred Tootell, amerykański lekkoatleta, młociarz (ur. 1903)
- 1965 – Fu Baoshi, chiński malarz, kaligraf, historyk sztuki (ur. 1904)
- 1967:
  - Carson McCullers, amerykańska pisarka (ur. 1917)
  - Marian Wnuk, polski rzeźbiarz, pedagog (ur. 1906)
- 1970 – Edward Everett Horton, amerykański aktor (ur. 1886)
- 1971:
  - Miguel Ángel Builes, kolumbijski duchowny katolicki, biskup Santa Rosa de Osos, Sługa Boży (ur. 1888)
  - François Claessens, belgijski gimnastyk (ur. 1897)
  - Shtjefën Kurti, albański duchowny katolicki, męczennik, błogosławiony (ur. 1898)
- 1973 – Wystan Hugh Auden, brytyjski prozaik, poeta (ur. 1907)
- 1975:
  - Pavol Horov, słowacki poeta, tłumacz (ur. 1914)
  - Jost Metzler, niemiecki dowódca okrętów podwodnych (ur. 1909)
  - Casey Stengel, amerykański baseballista (ur. 1890)
- 1976:
  - Len Hutton, kanadyjski lekkoatleta, skoczek w dal i trójskoczek (ur. 1908)
  - Stanisław J. Paprocki, polski sowietolog, działacz polonijny (ur. 1895)
- 1977:
  - Eliasz Finkelsztein, polski działacz komunistyczny pochodzenia żydowskiego (ur. 1909)
  - Hans Habe, węgierski pisarz, dziennikarz pochodzenia żydowskiego (ur. 1911)
  - Jan Nepomucen Miller, polski krytyk literacki i teatralny, poeta (ur. 1890)
- 1978 – Aleksander Maliszewski, polski prozaik, poeta, tłumacz, dramaturg, krytyk teatralny (ur. 1901)
- 1979:
  - Francisco Macías Nguema, gwinejski polityk, prezydent Gwinei Równikowej (ur. 1924)
  - Aleksiej Sokołow, rosyjski piłkarz, trener (ur. 1911)
  - Iwan Wyszniegradski, rosyjski kompozytor, teoretyk muzyki (ur. 1893)
- 1980 – Feliks Szczęsny Kwarta, polski wojskowy, malarz (ur. 1894)
- 1981:
  - Leon Indenbaum, ukraiński rzeźbiarz pochodzenia żydowskiego (ur. 1890)
  - Bill Shankly, szkocki piłkarz, trener (ur. 1913)
- 1982 – Stefan Zwoliński, polski speleolog, legionista, fotograf (ur. 1900)
- 1983 – Roy George Douglas Allen, brytyjski ekonomista, statystyk, matematyk (ur. 1906)
- 1984:
  - Eulogio Martínez, paragwajski piłkarz (ur. 1935)
  - Lauri Viljanen, fiński poeta, krytyk literacki (ur. 1900)
  - Jerzy Wasowski, polski dziennikarz radiowy, kompozytor, pianista, satyryk, aktor pochodzenia żydowskiego (ur. 1913)
  - Jan Wojciechowski, polski kierowca rajdowy (ur. 1948)
- 1985:
  - Charles K. Fletcher, amerykański polityk (ur. 1902)
  - Beniamin Markarian, ormiański astrofizyk (ur. 1913)
  - Mieczysław Zub, polski seryjny morderca (ur. 1953)
- 1987 – Józef Parużnik, polski tancerz, choreograf, baletmistrz (ur. 1929)
- 1988 – Charles Addams, amerykański karykaturzysta (ur. 1912)
- 1989:
  - Osvaldo Brandão, brazylijski piłkarz, trener (ur. 1916)
  - János Farkas, węgierski piłkarz (ur. 1942)
  - Andrzej Gieysztor, polski pilot i kierowca rajdowy (ur. 1941)
  - Zdzisław Kamiński, polski ekonomista, dziennikarz (ur. 1946)
  - Andrzej Kurek, polski fizyk, dziennikarz (ur. 1947)
- 1990 – Raffaele Forni, szwajcarski duchowny katolicki, arcybiskup, nuncjusz apostolski (ur. 1906)
- 1991 – Tadeusz Gembicki, polski generał brygady (ur. 1928)
- 1992 – Waldemar Gajewski, polski aktor (ur. 1934)
- 1993:
  - Gordon Douglas, amerykański reżyser filmowy (ur. 1907)
  - Zenon Maksymowicz, polski artysta fotograf (ur. 1910)
  - Włodzimierz Skoczylas, polski aktor, pedagog (ur. 1923)
- 1994:
  - Paweł Kocot, polski kolejarz, polityk, poseł na Sejm PRL (ur. 1900)
  - Jan Kożuchowski, polski elektroenergetyk, wykładowca akademicki (ur. 1911)
  - Stanisława Wątróbska-Frindt, polska medalierka, projektantka monet (ur. 1934)
- 1995:
  - Wanda Karczewska, polska pisarka, poetka, tłumaczka, krytyk teatralny (ur. 1913)
  - Jerzy Antoni Wojciechowski, polski chemik, wynalazca (ur. 1931)
- 1996 – Shūsaku Endō, japoński pisarz (ur. 1923)
- 1997:
  - Władysław Bochenek, polski pisarz, tłumacz (ur. 1920)
  - Roy Lichtenstein, amerykański malarz, grafik, rzeźbiarz (ur. 1923)
- 1998 – Wojciech Piekarski, polski pułkownik (ur. 1919)
- 1999:
  - Andrij Chomyn, ukraiński piłkarz (ur. 1968)
  - Gé Korsten, południowoafrykański śpiewak operowy (tenor), piosenkarz, aktor (ur. 1927)
  - Gustavo Leigh, chilijski generał (ur. 1920)
  - Jewgienij Łapinski, rosyjski siatkarz (ur. 1942)
- 2000:
  - Anna Dylikowa, polska geograf (ur. 1912)
  - Samuel Greenhouse – amerykański statystyk (ur. 1918)
  - Michał Pawlicki, polski aktor (ur. 1932)
- 2001:
  - Gloria Foster, amerykańska aktorka (ur. 1933)
  - Marian Kostrzewski, polski działacz społeczny i kulturalny, podporucznik, żołnierz AK, fotograf (ur. 1923)
  - Nguyễn Văn Thiệu, wietnamski generał, polityk, prezydent Wietnamu Południowego (ur. 1923)
  - Andrzej Szewczyk, polski malarz, rysownik, rzeźbiarz (ur. 1950)
- 2002 – Francesca Moriggi, włoska aktorka (ur. 1938)
- 2003 – Melania Burzyńska, polska poetka (ur. 1917)
- 2004:
  - Michaił Jerszow, rosyjski reżyser filmowy (ur. 1924)
  - Richard Sainct, francuski motocyklista rajdowy (ur. 1970)
  - Piotr Sękowski, polski lekkoatleta, długodystansowiec (ur. 1967)
  - Zdeno Zibrín, słowacki taternik, alpinista, ratownik górski, meteorolog (ur. 1931)
- 2005:
  - Robert Dorgebray, francuski kolarz szosowy i przełajowy (ur. 1915)
  - Giennadij Sarafanow, rosyjski inżynier-pilot, kosmonauta (ur. 1942)
- 2006:
  - Mieczysław Naruszewicz, polski rzeźbiarz, projektant przemysłowy (ur. 1923)
  - Louis-Albert Vachon, kanadyjski duchowny katolicki, arcybiskup Quebecu, kardynał (ur. 1912)
- 2007:
  - Lois Maxwell, kanadyjska aktorka (ur. 1927)
  - Gyula Zsivótzky, węgierski lekkoatleta, młociarz (ur. 1937)
- 2008 – Anna Iwaszkiewicz, polska producentka filmowa (ur. 1955)
- 2009 – Pawieł Popowicz, ukraiński pilot wojskowy, kosmonauta (ur. 1930)
- 2010:
  - Georges Charpak, francuski fizyk pochodzenia żydowskiego, laureat Nagrody Nobla (ur. 1924)
  - Tony Curtis, amerykański aktor (ur. 1925)
  - Romuald Czystaw, polski wokalista, członek zespołu Budka Suflera (ur. 1950)
  - Joe Mantell, amerykański aktor (ur. 1915)
- 2011:
  - Hella S. Haasse, holenderska pisarka (ur. 1918)
  - Philip Hannan, amerykański duchowny katolicki, arcybiskup Nowego Orleanu (ur. 1913)
  - Tatiana Lioznowa, rosyjska reżyserka filmowa i teatralna (ur. 1924)
  - Michał Szopski, polski śpiewak operowy (tenor) (ur. 1915)
- 2012 – Hebe Camargo, brazylijska piosenkarka, prezenterka telewizyjna, aktorka (ur. 1929)
- 2013:
  - Harold Agnew, amerykański fizyk (ur. 1921)
  - Bob Kurland, amerykański koszykarz (ur. 1924)
- 2014:
  - Anna Białowolska, polska geolog, wykładowczyni akademicka (ur. 1938)
  - Miguel Boyer, hiszpański ekonomista, fizyk, menedżer, polityk (ur. 1939)
  - Carlo Curis, włoski duchowny katolicki, arcybiskup, nuncjusz apostolski (ur. 1923)
  - Zbigniew Dobosz, polski piłkarz, trener (ur. 1944)
  - Ołeh Fedoruk, ukraiński piłkarz (ur. 1977)
  - Erik Hansen, duński kajakarz (ur. 1939)
- 2015:
  - Fryderyk Wilhelm Hohenzollern, niemiecki arystokrata, historyk (ur. 1939)
  - Hellmuth Karasek, niemiecki dziennikarz, pisarz, krytyk literacki (ur. 1934)
  - Phil Woods, amerykański saksofonista jazzowy (ur. 1931)
- 2016 – Ángel Guastella, argentyński rugbysta, trener i działacz sportowy (ur. 1931)
- 2017:
  - Ludmiła Biełousowa, rosyjska łyżwiarka figurowa (ur. 1935)
  - Rolf Herings, niemiecki lekkoatleta, oszczepnik, trener piłkarski (ur. 1940)
  - Philippe Médard, francuski piłkarz ręczny (ur. 1959)
  - Wiesław Michnikowski, polski aktor, artysta kabaretowy (ur. 1922)
- 2018:
  - Eugene Gerber, amerykański duchowny katolicki, biskup Wichity (ur. 1931)
  - Otis Rush, amerykański bluesman, wokalista, gitarzysta (ur. 1934)
  - Józef Suchy, polski inżynier mechanik budowy i eksploatacji maszyn (ur. 1951)
  - Dirceu Vegini, brazylijski duchowny katolicki, biskup Foz do Iguaçu (ur. 1952)
- 2019:
  - Paavo Korhonen, fiński kombinator norweski, biegacz narciarski (ur. 1928)
  - Ilkka Laitinen, fiński generał porucznik, pierwszy dyrektor wykonawczy Frontexu (ur. 1962)
  - Jurij Mieszkow, krymski polityk, prezydent Autonomicznej Republiki Krymu (ur. 1945)
  - Wiaczesław Pjecuch, rosyjski pisarz, dziennikarz (ur. 1946)
- 2020:
  - Joanna Cortés, polska śpiewaczka operowa (ur. 1952)
  - Mac Davis, amerykański piosenkarz country, aktor (ur. 1942)
  - Helen Reddy, australijska aktorka, piosenkarka (ur. 1941)
  - Sabah Al-Ahmad Al-Jaber Al-Sabah, kuwejcki polityk, premier i emir Kuwejtu (ur. 1929)
- 2021:
  - Hayko, ormiański piosenkarz (ur. 1973)
  - Bronius Kutavičius, litewski kompozytor (ur. 1932)
  - Witold Milewski, polski architekt (ur. 1930)
  - Alexandre José Maria dos Santos, mozambicki duchowny katolicki, franciszkanin, arcybiskup Maputo, kardynał (ur. 1924)
  - Ivan Tasovac, serbski pianista, polityk, minister kultury i informacji (ur. 1966)
- 2022:
  - Mieczysław Gil, polski związkowiec, polityk, poseł na Sejm i senator RP (ur. 1944)
  - Ildikó Szendrődi, węgierska narciarka alpejska (ur. 1930)
  - Paul Veyne, francuski historyk, archeolog (ur. 1930)
- 2023:
  - Dianne Feinstein, amerykańska polityk, senator, burmistrz San Francisco (ur. 1933)
  - Michał Głowiński, polski pisarz, teoretyk i historyk literatury (ur. 1934)
  - Lucjan Józefowicz, polski kolarz torowy (ur. 1935)
- 2024:
  - Ron Ely, amerykański aktor (ur. 1938)
  - Richard S. Hamilton, amerykański matematyk, laureat Nagrody Shawa w dziedzinie matematyki (ur. 1943)
  - Andrzej Napieralski, polski inżynier elektronik, profesor nauk technicznych (ur. 1950)